# Verdronken Land van Saeftinghe

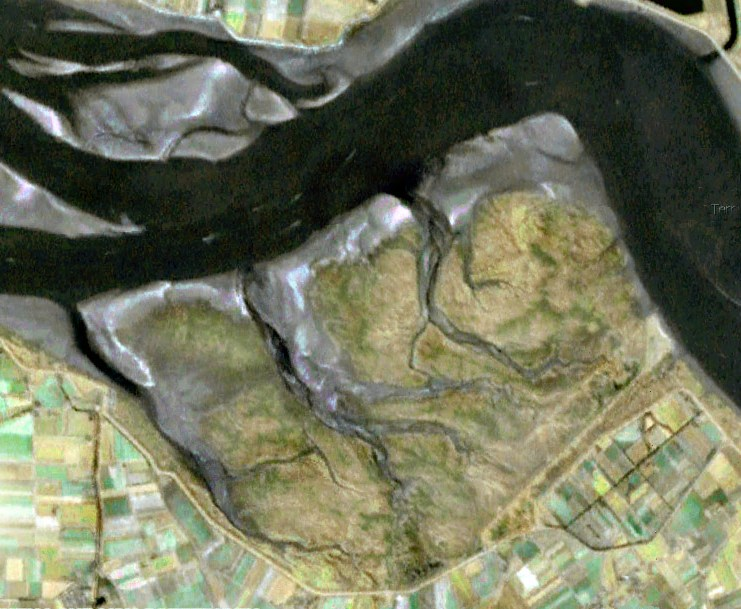
Satellietfoto van het Verdronken Land

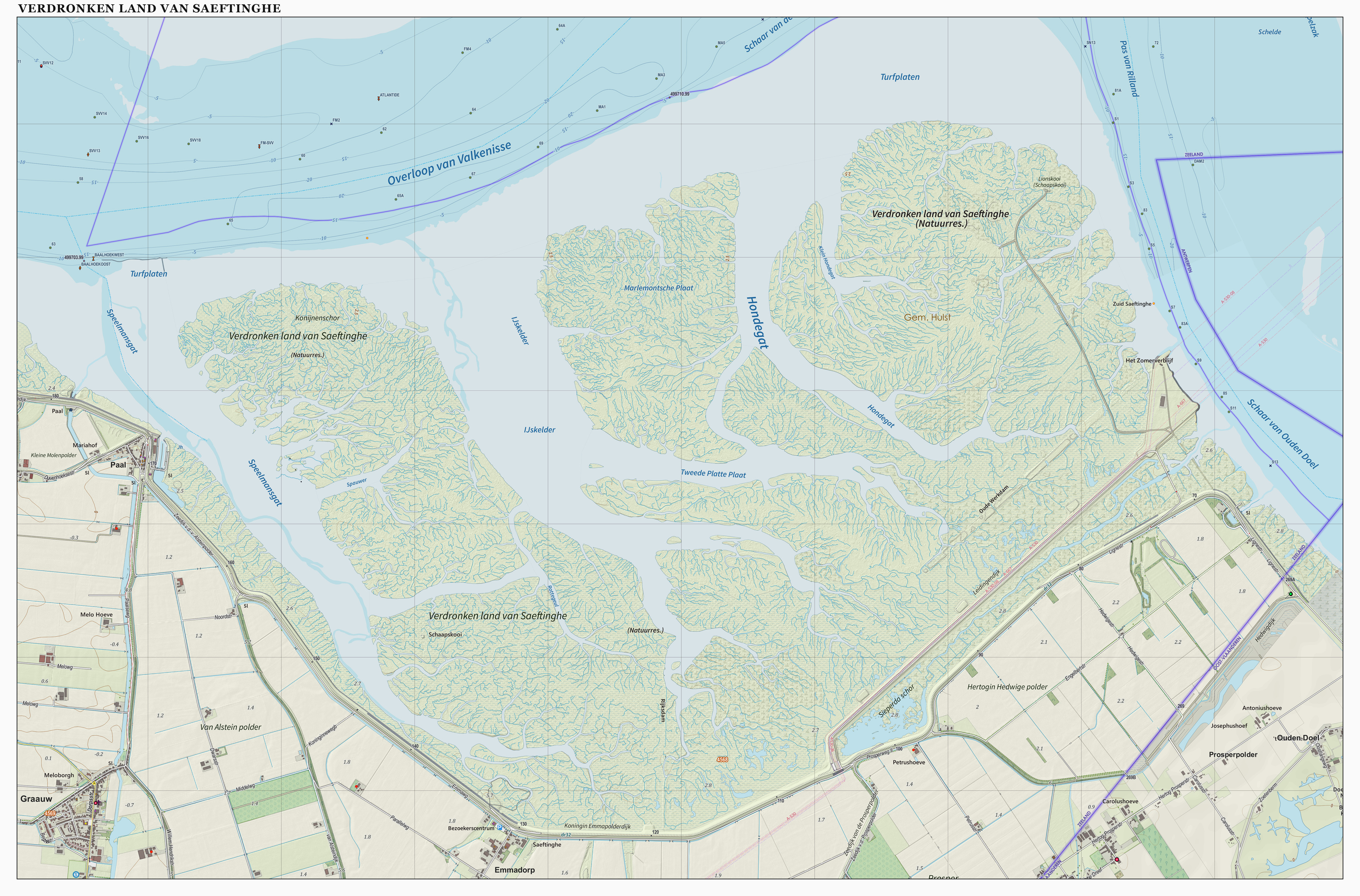
Topografische kaart van het Verdronken land van Saeftinghe, 2015

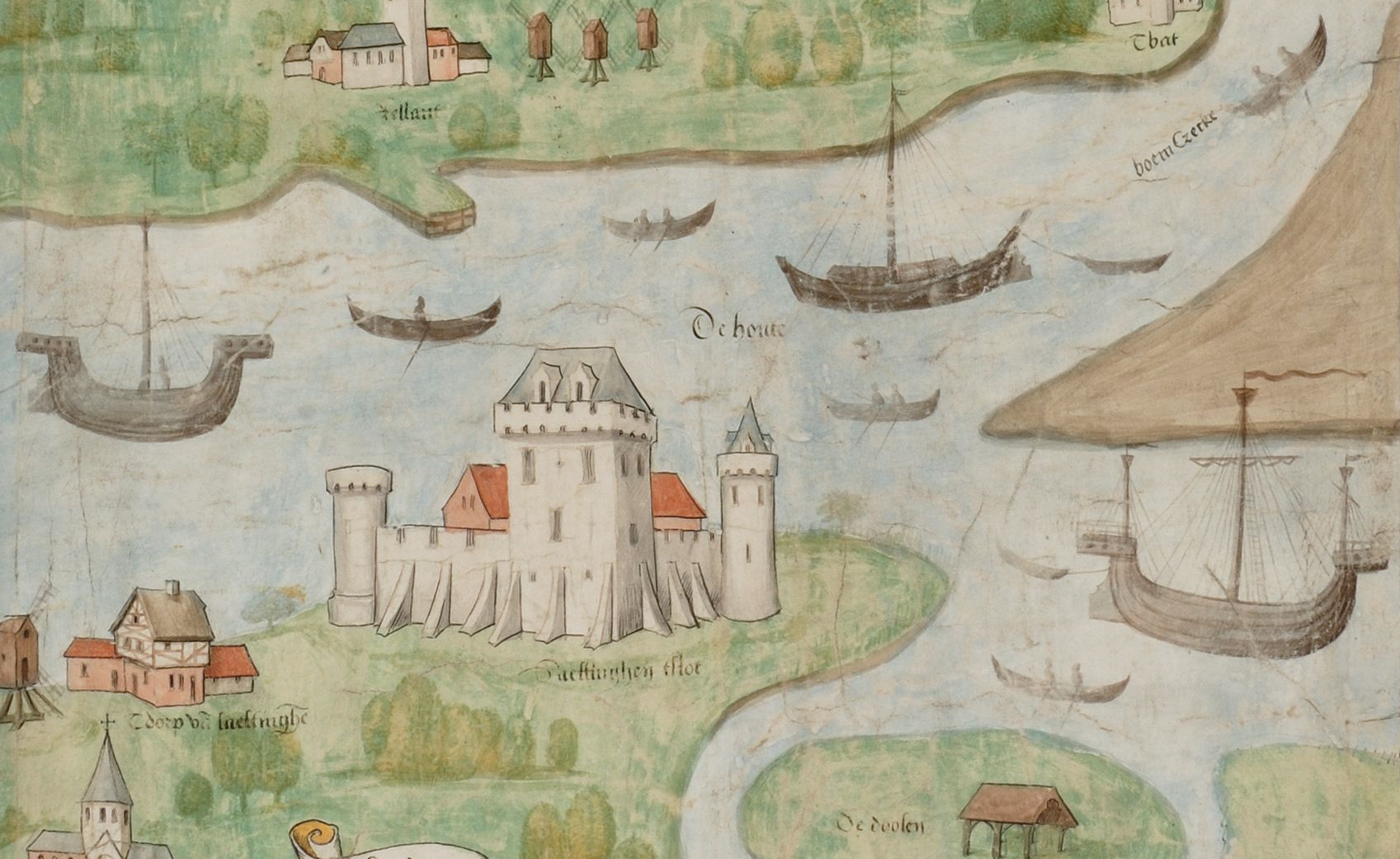
Een deel van de Scheldekaart van Rupelmonde tot de Noordzee uit 1504 of 1505 (deel van het FelixArchief) waarop Saeftinghe en het Saeftingher Slot zijn afgebeeld.

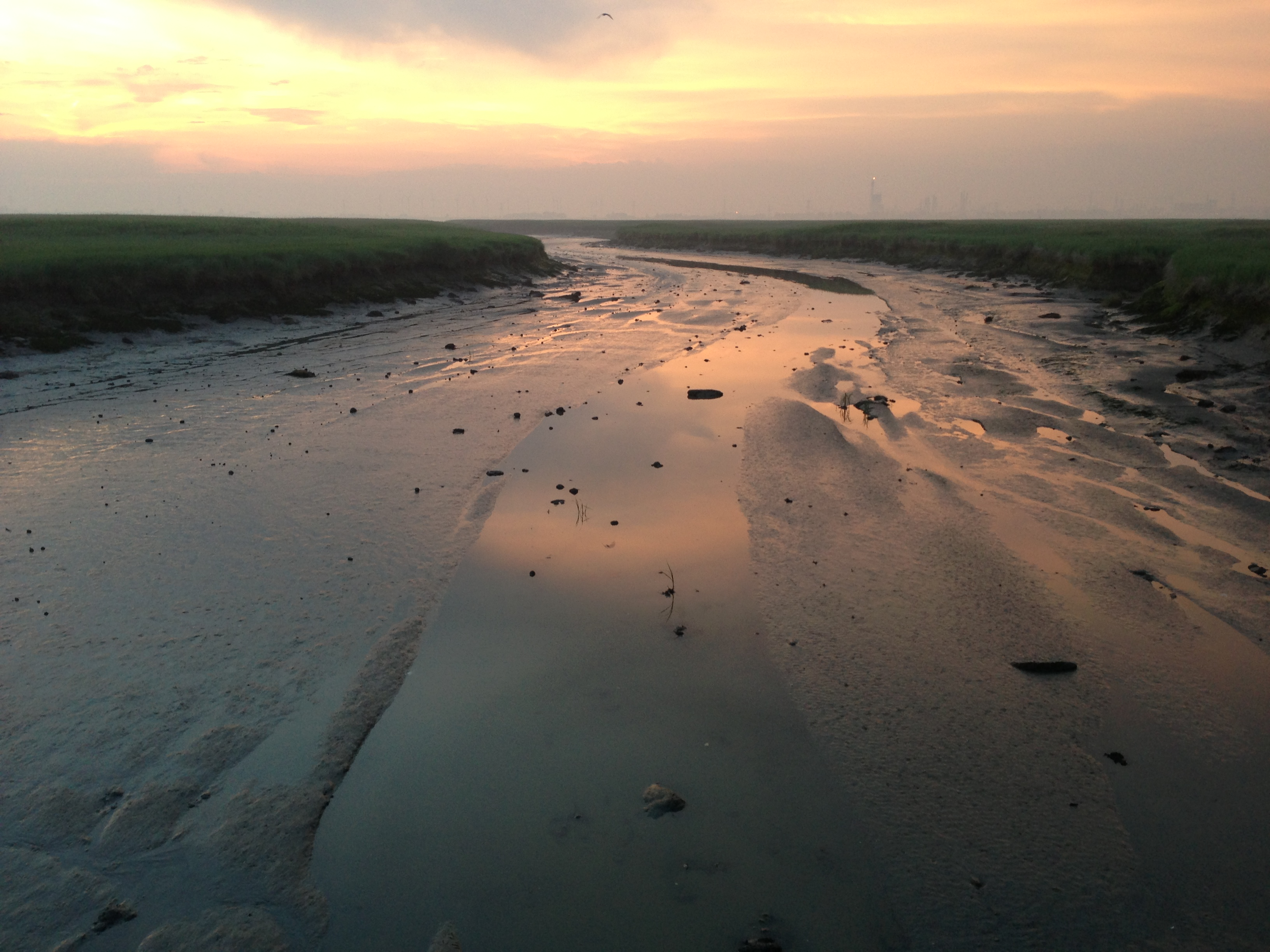
Een van de vele geulen uit het Verdronken Land van Saeftinghe

Het Verdronken Land van Saeftinghe is een natuurgebied gelegen op de grens van Nederland en België. Het grootste deel van het gebied ligt in het Nederlandse Zeeuws-Vlaanderen. Dit 3580 hectare grote schorrengebied op de linkeroever van het estuarium van de Westerschelde is de grootste brak waterschor van Europa.

## Geschiedenis

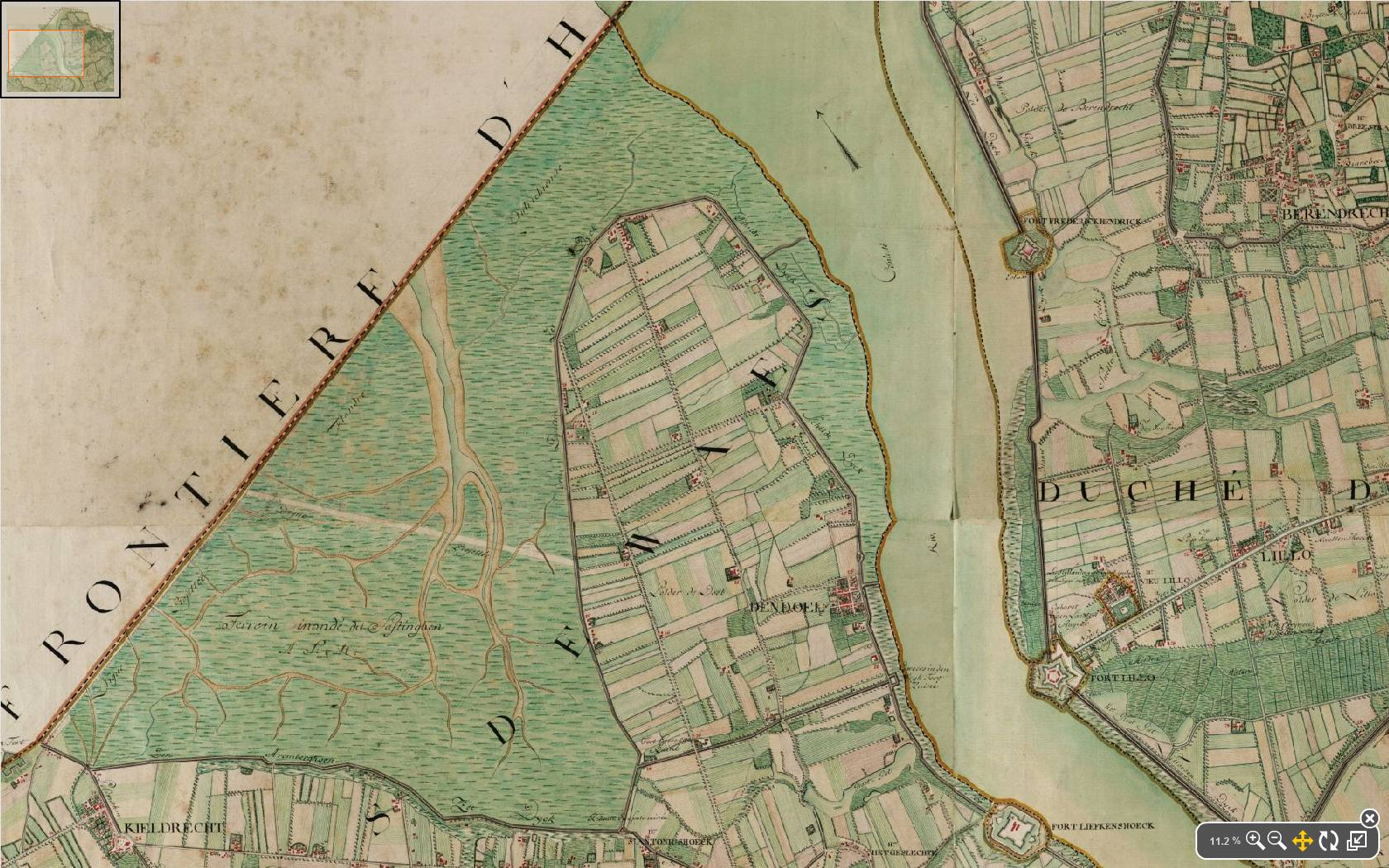
Eind 18e eeuw liep het Verdronken Land van Saeftinghe nog door tot tegen de Doelpolder (rechts) en Kieldrecht (linksonder). In de 19e eeuw werd hier de Prosperpolder aangelegd

Het gebied werd vanaf de 12e eeuw geregeld bedreigd door overstromingen. Saeftinghe werd in de 13e eeuw ingepolderd onder beheer van de abdij Ter Doest. Tot 1570 was Saeftinghe vruchtbaar polderland. Mensen leefden er van landbouw en turfsteken. Rond 1279 liet de graaf van Vlaanderen bij de woonkern van Saeftinghe het Saeftingher Slot bouwen.
Saeftinghe was een aparte heerlijkheid. Er lagen vier dorpjes, te weten Saeftinghe, Namen, Sint-Laureins en Casuwele, en enkele gehuchten zoals Auwersluis.
De Allerheiligenvloed van 1570 zette het gebied bijna volledig onder water. Vier jaar later reikte het 'verdronken land' tot Verrebroek en Kallo. Alleen Saeftinghe en nog enkele andere stukken bleven boven water. Ook de toren van Namen bleef staan, waarop de klokken eruit werden gehaald en opnieuw opgehangen in het nabijgelegen dorpje Graauw. Het aanwezige fort bleef tijdelijk nog dienstdoen als tolhuis. In 1584, tijdens de Tachtigjarige Oorlog, staken Nederlandse soldaten om strategische redenen de laatste intact gebleven dijken door en verdween Saeftinghe onder water. In de 17e eeuw werd opnieuw begonnen delen te bedijken (waaronder de Polder van Namen, die in 1715 definitief verdween), en in 1907 was de Hertogin Hedwigepolder het laatste opnieuw in cultuur gebrachte gebied. De buurtschap Emmadorp ligt nu aan de rand van het verdronken land.
Restanten van de verdwenen dorpen worden soms nog teruggevonden. Door het schurende effect van het water van de Schelde komen restanten van huizen en kerken soms even bloot te liggen.
Tot aan de uitvoering van de Deltawerken lagen nabij Saeftinge vijf Nederlandse en een Belgisch haventje. In Nederland waren dat de haventjes van Paal, Emmadorp en Baalhoek, de Hertogin Hedwigehaven en de Kruispolderhaven. Het Belgische haventje was de Prosperhaven. Alleen de haven bij Paal bestaat nog; de andere zijn bij dijkverzwaringen verdwenen.
In 1975 kreeg het Verdronken Land van Saeftinghe de wettelijke status van staatsnatuurmonument. De Staat der Nederlanden droeg toen het beheer over aan stichting Het Zeeuwse Landschap.
In de jaren tachtig van de 20e eeuw is het gebied opgenomen op de lijst van Important Bird Areas (IBA's) van BirdLife International. Het gehele Verdronken Land van Saeftinghe is bij beschikking van 18 juli 1995 gerangschikt onder de Conventie van Ramsar. Dit houdt in dat het terrein door de Nederlandse overheid is erkend als internationaal belangrijk wetland. Op 18 juli 1995 is Saeftinghe tevens aangewezen als Special Protection Area (SPA) in het kader van de EU-Vogelrichtlijn. In 2003 is het gebied opgenomen op de lijst die krachtens de EU-Habitatrichtlijn beschermd gaan worden. In 2005 zijn deze vier aanwijzingen verenigd in een ontwerp-aanwijzingsbesluit Natura2000 gebied Westerschelde & Saefthinghe.

## Aardrijkskundig

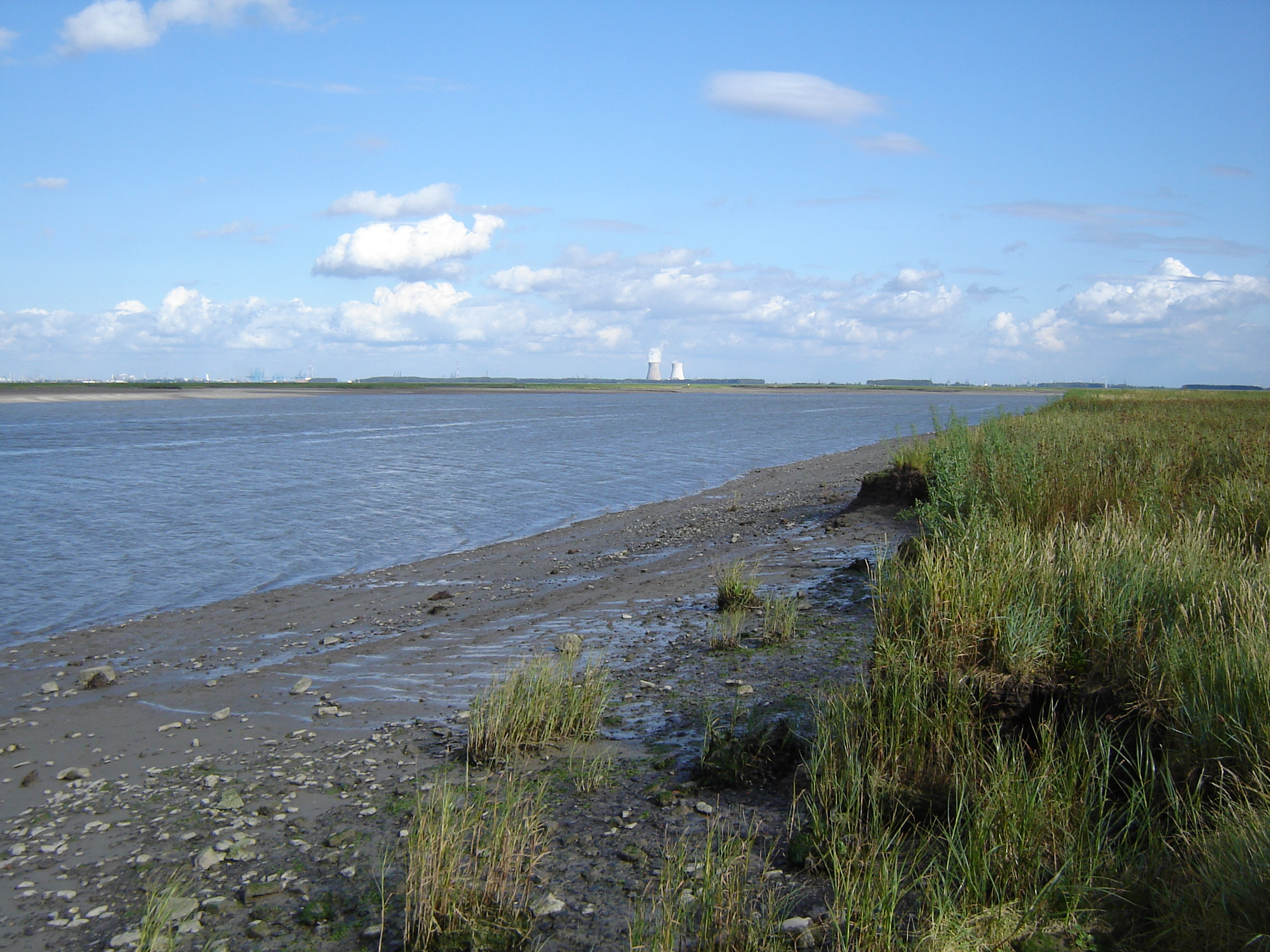
Het Speelmansgat

Het Verdronken Land van Saeftinghe vormt de grootste brakwaterschor van Europa. Het gebied reikt vanaf de Nol van Baalhoek in het westen, tot aan de Kerncentrale Doel in het oosten. Het gebied is 3580 hectare groot en bestaat uit een delta van slikken en schorren met vele geulen. De drie grootste zijn het Speelmansgat, de IJskelder en het Hondegat. Daartussen liggen ook allerlei kleinere geulen en platen zoals het Spauwer, de Konijnenschor, de Noord, en de Marlemontse plaat.
Het verschil tussen hoog- en laagwater bedraagt ter hoogte van het verdronken land gemiddeld 4,80 meter, maar bij springtij kan dat oplopen tot ruim zeven meter. Het getijverschil is het grootste van heel Nederland. Het verschil met de Westerscheldemonding is aanzienlijk: in Het Zwin bedraagt het gemiddelde verschil niet meer dan drie en een halve meter.
Tot in de jaren vijftig bestonden er plannen om het Verdronken Land van Saeftinge in te polderen. Met dat doel zijn de Rijksdam, vanaf Emmadorp naar het noorden, en de Dam naar de Noord, aan de oostrand van het gebied, langs de Schaar van Ouden Doel, aangelegd. Uiteindelijk is dit plan niet doorgegaan en heeft het Verdronken Land de bestemming natuurgebied gekregen. Bij de Gasdam, aan de zuidoostkant van het gebied, komt de aardgasleiding vanaf Zuid-Beveland aan land. Deze dam is overigens niet aangelegd voor het inpolderen.

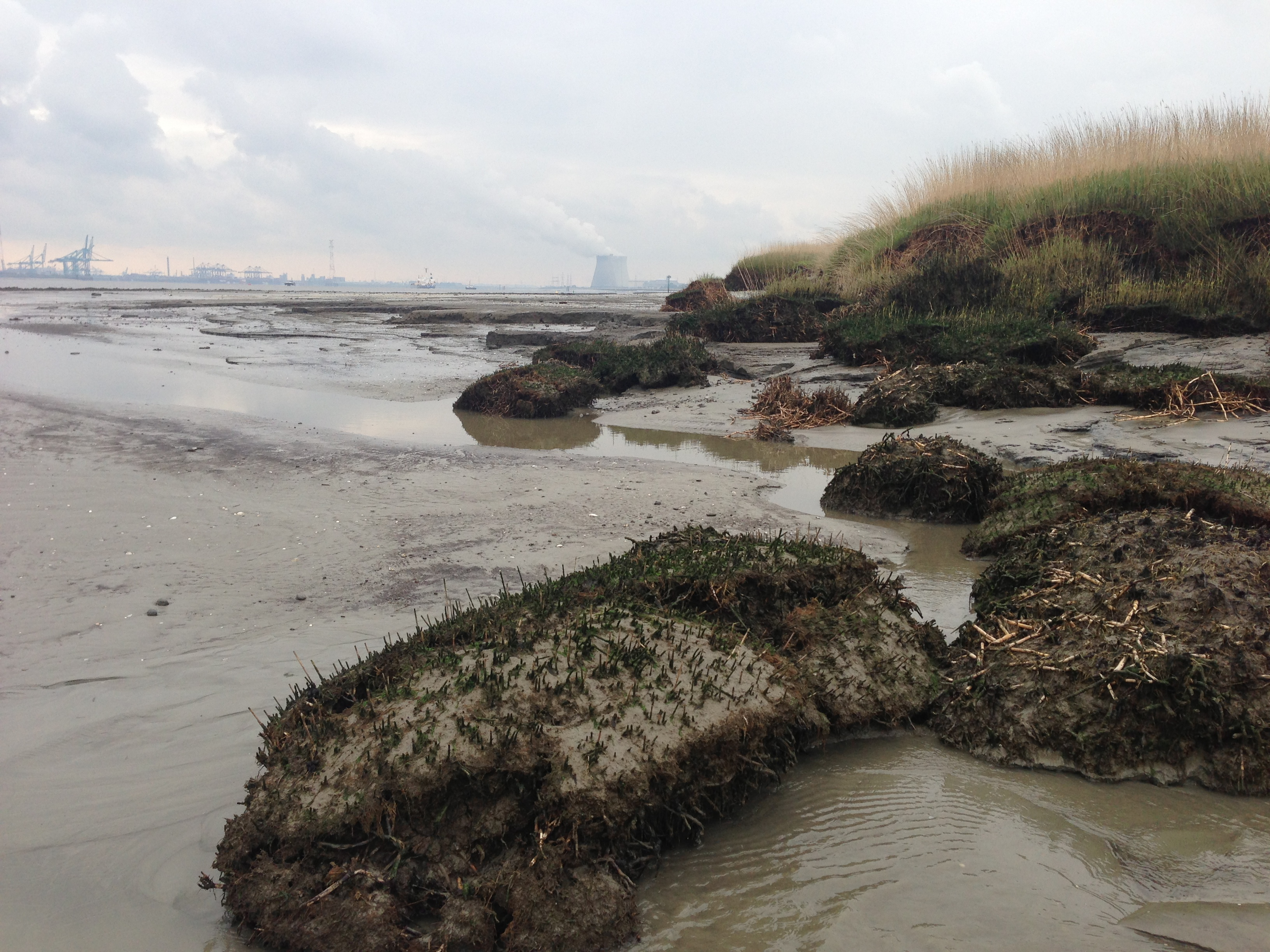
Erosie van de schor aan de buitenrand van Saeftinghe.

In de jaren vijftig werd een plan bedacht om de vaarweg naar Antwerpen te verkorten door een kanaal aan te leggen langs Baalhoek, het zogenaamde Baalhoekkanaal. Ook van dit plan heeft men uiteindelijk afgezien. Om de vaarweg naar Antwerpen geschikt te maken en houden voor grote schepen, wordt de vaargeul in de Westerschelde uitgebaggerd. Hierdoor brokkelt de oever verder af wat in toenemende mate een bedreiging voor het natuurreservaat vormt.
In 1965 werd parallel aan de zeedijk van de Hertogin Hedwigepolder de zogenaamde Gasdam aangelegd. Deze dam is een zandlichaam van ongeveer vijf meter hoog en enkele tientallen meters breed, waar een aantal leidingen voor gas, water en chemicaliën doorheen loopt. De dam is ongeveer drie kilometer lang. De strook tussen de zeedijk en de Gasdam, bij elkaar een oppervlakte van ruim 100 hectare, was na de aanleg van de Gasdam alleen nog via een smalle opening aan de oostkant toegankelijk voor het zeewater. Bij wijze van extra dienst aan de eigenaar legden de makers van de Gasdam in deze opening een zomerkade aan, zodat het water er niet meer kon binnendringen. Op die manier ontstond een klein poldertje zonder officiële status. De strook heette in de volksmond al snel het Selenapoldertje. Dit poldertje werd vaksgewijs verpacht aan landbouwers uit de omgeving. Bij herhaling overstroomde echter de zomerkade en ging de oogst in het gebied verloren. Na de doorbraak tijdens de zware storm op 13 november 1990 werd de kade niet meer hersteld, mede door inspanningen van de directie Natuur, Bos, Landschap en Fauna van het toenmalige ministerie van Landbouw, Natuurbeheer en Visserij. In 1992 bood de eigenaar het particuliere gedeelte van Saeftinghe, waaronder de Selenapolder, te koop aan. Stichting het Zeeuwse Landschap kocht uiteindelijk het gebied. De aankoop werd voor een substantieel deel gefinancierd uit een legaat van de aan de Middelburgse rechtbank verbonden mr. B.S. Sieperda. Als dank voor die bijdrage werd de Selenapolder in juni 1993 omgedoopt tot 'Sieperdaschor'. De gevolgen voor de natuur van deze 'spontane ontpoldering' zijn goed onderzocht. Uit de studies blijkt dat veel vogelsoorten geprofiteerd hebben van deze ontpoldering.

## Hedwigepolder en Prosperpolder

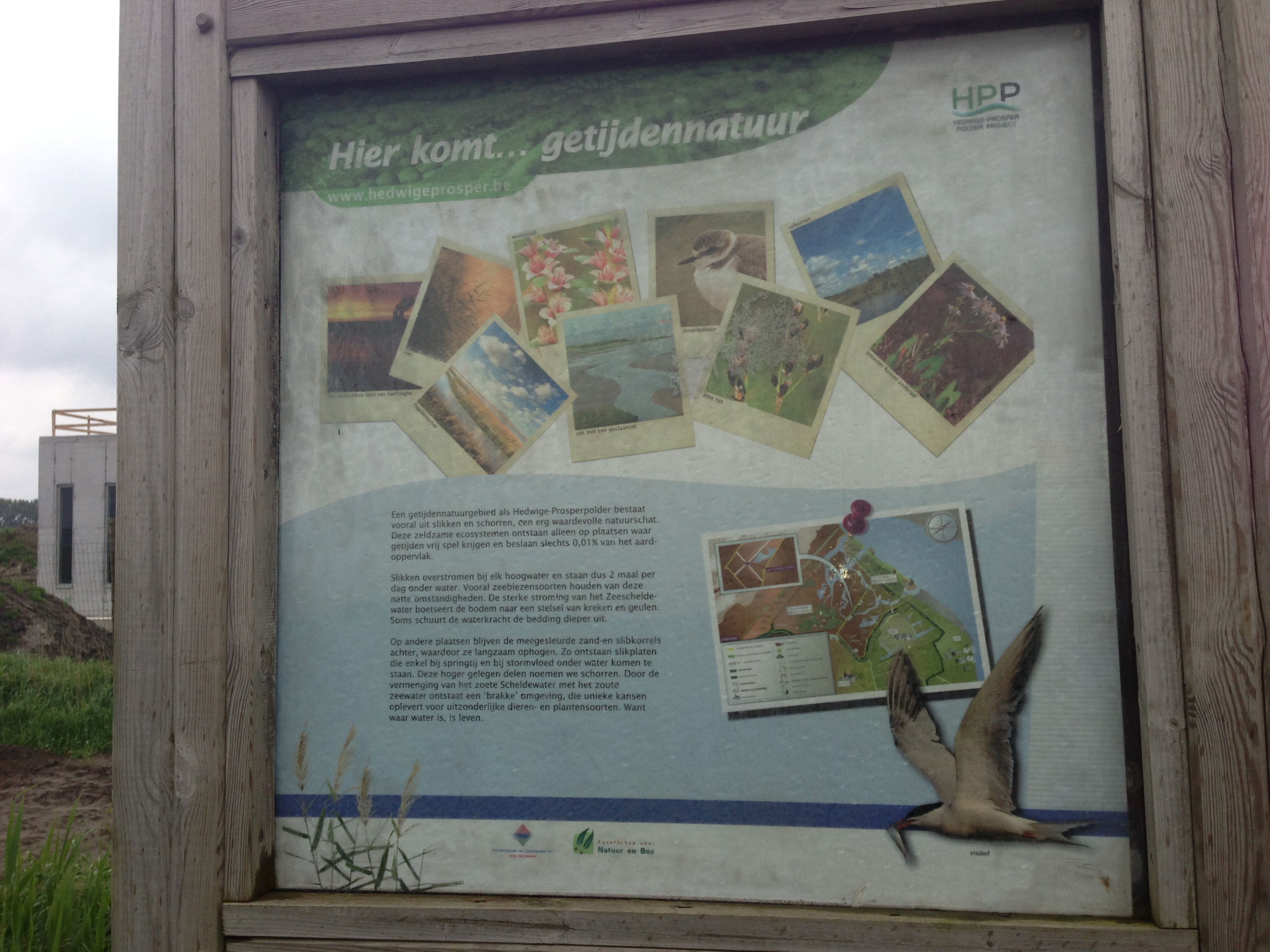
Infobord natuurherstelproject Hedwige- en Prosperpolder

Eind 2012 is door het Nederlandse kabinet besloten om de Hertogin Hedwigepolder te ontpolderen. De ontpoldering van de Belgische Prosperpolder aan de Zeeschelde wordt al voorbereid. Het Hedwige-Prospergebied grenst aan het Verdronken Land van Saeftinghe. De gezamenlijke oppervlakte van het te ontpolderen gebied bedraagt zo'n 500 hectare.

## Natuur

### Flora
Het gebied is voor 70% begroeid met schorplanten en riet. De rest bestaat uit zandplaten, geulen en prielen. Er loopt een zoet/zout overgang door het gebied. De westkant is zouter dan de oostkant. Op het zoute schorrengebied heeft zich een flora ontwikkeld die typerend is voor een brakke omgeving. Soorten als echt lepelblad, zeeaster, heen, melkkruid, schorrenzoutgras, gewoon kweldergras en zilte rus komen er algemeen voor. Minder algemeen zijn selderij, fijn goudscherm, langbaardgras en fraai duizendguldenkruid.
Wanneer de schor veroudert en verzoet, verandert de vegetatie. Typische schorplanten worden dan plaatselijk verdreven door riet. In het oostelijk deel van het gebied liggen uitgestrekte rietvelden. Grote delen van de schor worden door runderen begraasd. Het zijn vooral de zilte plantensoorten die van de begrazing profiteren; het riet breidt zich hier veel minder sterk of niet meer uit.

### Vogels
Het Verdronken Land is een voor vogels belangrijk gebied waar veel broed- en trekvogels leven of passeren. In het voorjaar broeden in het riet onder andere grauwe gans, bruine kiekendief, baardman, blauwborst, waterral, rietzanger, kleine karekiet, snor, rietgors en sprinkhaanzanger en met enige regelmaat ook het porseleinhoen. 's Winters zijn deze rietvelden het leefgebied van vele bruine- en blauwe kiekendieven. Ook baardmannetjes overwinteren hier. De algemeenste ganzensoort in Saeftinghe is de grauwe gans. In de jaren veertig en vijftig van de twintigste eeuw was de soort een doortrekker waarvan maximaal 200 exemplaren in het gebied verbleven. Vanaf 1975 is het aantal pleisteraars gestaag toegenomen van maximaal 1.500 rond 1975 tot 25.000-40.000 in de jaren negentig. Tot 2000 namen de aantallen nog toe maar sindsdien is er een afname waargenomen.. De grote aantallen ganzen trekken veel roofvogels aan, waaronder 's winters de zeearend. In het gebied overwinteren ook gemiddeld 5.000-7.000 oeverpiepers. Deze piepersoort leeft vooral van de talrijke gray's kustslakje (Assiminea grayana).

### Vis- en schaaldierfauna
Saeftinghe is een voedselgrond en kraamkamer voor vissen, garnalen en krabben. Er komen hier zout-, brak- en zoetwatervissen voor. Vissoorten die hier regelmatig waargenomen worden zijn bot, brakwatergrondel, schol, driedoornige stekelbaars, dunlipharder, diklipharder, haring, kleine zeenaald, paling en zeebaars. Onderzoek heeft aangetoond dat Saeftinghe een kraamkamer is voor bot en dunlipharder. Naast de vissen zijn de grijze garnaal, brakwatersteurgarnaal (Palaemonetes varians) en de strandkrab de voornaamste vertegenwoordigers van de epifauna die van de schor gebruikmaakt.

### Zoogdieren
In 1990 werd voor het eerst in dertig jaar een gewone zeehond in de wateren voor Saeftinghe gezien. Nadien hebben de Platen van Valkenisse, die ten noorden van het Verdronken Land, in het middel van de Westerschelde liggen, zich tot de belangrijkste rustplaats in de oostelijke Westerschelde ontwikkeld. Van daaruit foerageren zeehonden met hoog water in de geulen van Saeftinghe; een enkele maal worden ze ook rustend in dit gebied waargenomen. Andere zoogdieren die in Saeftinghe voorkomen zijn de bruine rat, muskusrat, konijn, haas en vos, en incidenteel een bunzing, ree en hermelijn. De aanwezigheid van de vos heeft effect op de aantallen van sommige broedvogels. Met name kolonievogels, ganzen en eenden zijn kwetsbaar voor predatie. Voor deze soorten heeft de vos een (sterk) effect op zowel het broedsucces als de locatie van de nesten. Deze predatiegevoelige soorten hebben zich aangepast aan de vos door aan de noordrand van gebied te gaan broeden waar relatief weinig vossen voorkomen.

### Insecten
Saeftinghe herbergt een populatie van enkele duizenden tot tienduizenden schorzijdebijen. Deze solitaire bij graaft een nest in zandige ondergrond en leeft van zeeasters, waardoor het areaal beperkt is tot zandige schorren, een inmiddels zeldzaam biotoop. De schorviltbij is een broedparasiet van de schorzijdebij en komt ook voor in het Verdronken Land.
Een andere zeldzame Europese soort die in het gebied voorkomt is de graafwesp Mimumesa sibiricina. In West-Europa leven slechts enkele geïsoleerde populaties, waarvan die in het deltagebied zover bekend de grootste is. Van de familie dazen herbergt Saeftinghe populaties van twee niet algemene soorten, namelijk de zilte regendaas (Haematopota bigoti) en de zilte knobbeldaas (Hybomitra expollicata). Van beide soorten leven de larven in brakke schorren.

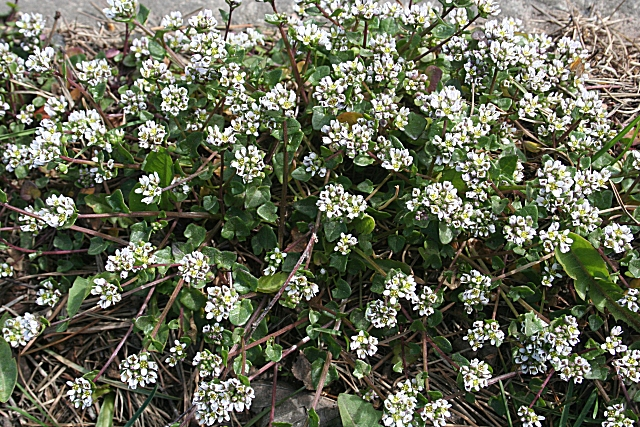
Echt lepelblad
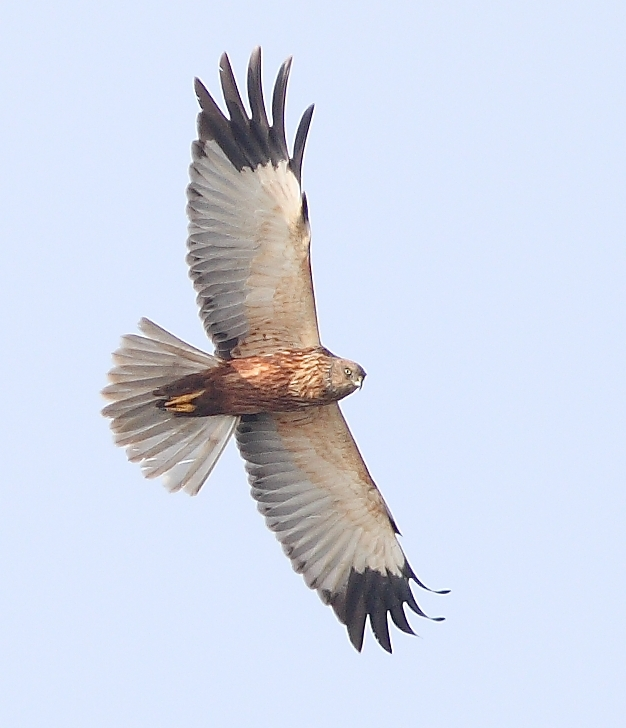
Mannetje bruine kiekendief (onderkant)
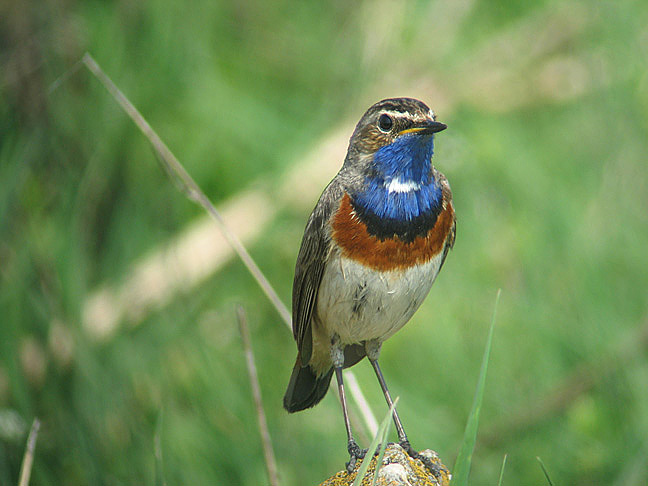
De blauwborst broedt in het gebied
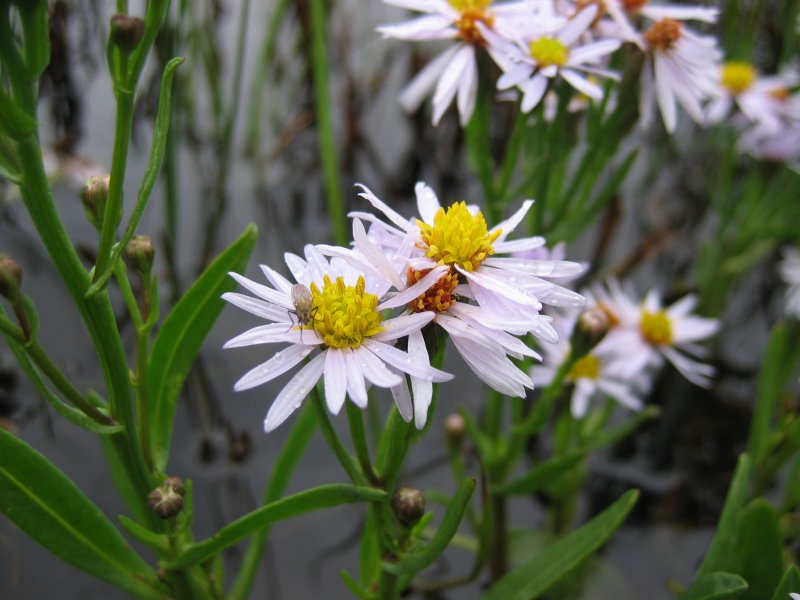
Zeeaster (zulte)

## Beheer en bezoek

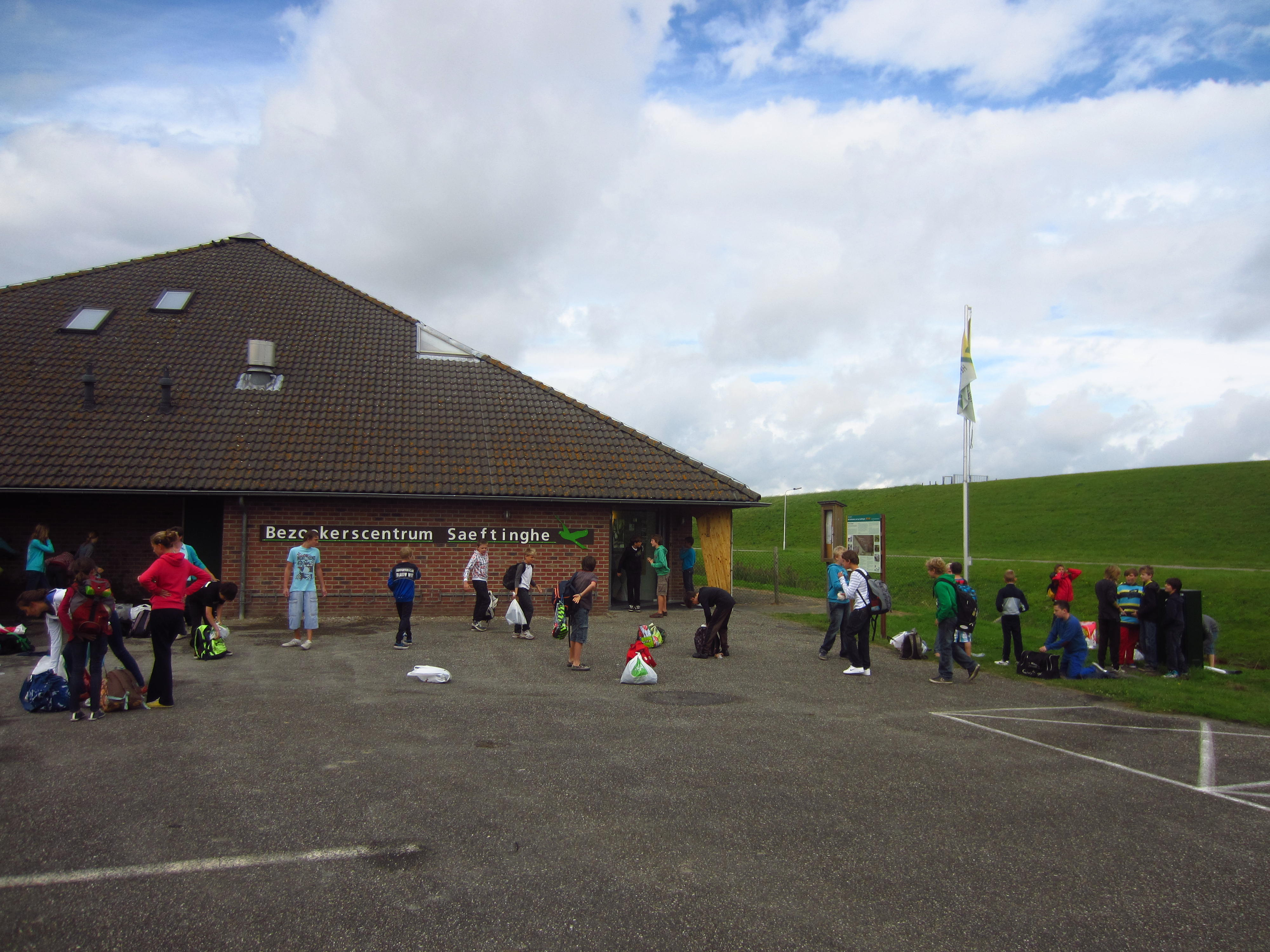
Bezoekerscentrum Verdronken Land van Saeftinghe

Het gebied wordt beheerd door Stichting Het Zeeuwse Landschap. In het verleden werden de schorren eeuwenlang door schaapskuddes met herders begraasd; enkele schaapskooien in het gebied herinneren daar nog aan. Later is men overgegaan op seizoensbegrazing met rundvee.
Het natuurgebied trekt jaarlijks veel bezoekers. Een gebied van circa 400 ha in de omgeving van Emmadorp en Paal is vrij toegankelijk. Het grootste deel van het terrein is echter om veiligheidsredenen en ter bescherming van de natuur alleen toegankelijk in excursieverband. Door de afwisseling van modderige en meer stevige terreinen en het grillige netwerk van geulen en prielen kan het verrassend moeilijk zijn zich door het terrein te verplaatsen. Sinds 1997 is er in Emmadorp een bezoekerscentrum van waaruit excursies georganiseerd worden. In de periode 1997-2007 gingen rond de 12.000 bezoekers per jaar met de excursies mee. Vanaf het bezoekerscentrum zijn er twee wandelroutes uitgezet; de "plankierroute" en de "ruige laarzenroute".

## Legende
Er bestaat een volkslegende over het ontstaan van dit gebied. De dorpsbewoners van Saeftinghe zouden ijdel en hoogmoedig geweest zijn, wat een hoofdzonde is. Op een dag ving een visser een zeemeermin en de zeemeerman wilde natuurlijk zijn vrouw terug. De visser weigerde, waarop de zeemeerman dreigde: Het land van Saefthinghe zal vergaan, alleen zijn torens zullen blijven staan (ook wel: Namen, Namen zal vergaan, alleen zijn toren zal blijven bestaan, naar het dorp Namen, dat eveneens in de golven verdween). Soms ziet men in het gebied witte gedaanten in de mist. Dat zouden de geesten van verdronken mensen zijn die hier blijven ronddwalen.

In de stipreeks Suske en Wiske verscheen rond deze legende in 2000 een album met de naam "Het verdronken land".